# Liste der Biografien/Brot
Liste der Biografien |
Portal Biografien |
Personensuche
# |
A |
B |
C |
D |
E |
F |
G |
H |
I |
J |
K |
L |
M |
N |
O |
P |
Q |
R |
S |
T |
U |
V |
W |
X |
Y |
Z |
?
 
Ba |
Be |
Bd |
Bg |
Bh |
Bi |
Bj |
Bl |
Bm |
Bn |
Bo |
Br |
Bs |
Bu |
Bw |
By |
Bz
 
Bra |
Brc |
Brd |
Bre |
Brg |
Bri |
Brj |
Brk |
Brl |
Brn |
Bro |
Brp–Brt |
Bru |
Brv |
Bry |
Brz
 
Broa |
Brob |
Broc |
Brod |
Broe |
Brof |
Brog |
Broh |
Broi |
Broj |
Brok |
Brol |
Brom |
Bron |
Broo |
Brop |
Broq |
Bror |
Bros |
Brot |
Brou |
Brov |
Brow |
Brox |
Broy |
Broz
Die Liste der Biografien führt alle Personen auf, die in der deutschsprachigen Wikipedia einen Artikel haben. Dieses ist eine Teilliste mit 50 Einträgen von Personen, deren Namen mit den Buchstaben „Brot“ beginnt.

## Brot

### Brota
- Brotan, Johann (1843–1918), österreichischer Maschinenbauingenieur
- Brotanek, Rudolf (* 1870), österreichisch-deutscher Anglist

### Brotb
- Brotbeck, Johann Conrad (1620–1677), deutscher Mediziner und Hochschullehrer der Astronomie, Physik und Medizin in Tübingen
- Brotbeck, Stefan (* 1962), Schweizer Philosoph

### Brotc
- Brotchi, Jacques (* 1942), belgischer Neurochirurg und Politiker

### Brote
- Brote, Eugen (1850–1912), rumänischer Agronom, Publizist und Politiker in Siebenbürgen
- Brötel, Achim (* 1963), deutscher Jurist, Politiker (CDU) und Landrat
- Broten, Aaron (* 1960), US-amerikanischer Eishockeyspieler
- Broten, Neal (* 1959), US-amerikanischer Eishockeyspieler
- Broten, Paul (* 1965), US-amerikanischer Eishockeyspieler

### Broth
- Brothag, Samuel († 1587), deutscher Rechtswissenschaftler
- Brotherhood, Peter (1838–1902), britischer Ingenieur
- Brotheridge, Den (1915–1944), britischer Lieutenant im Zweiten Weltkrieg
- Brothers, Cary (* 1974), US-amerikanischer Sänger
- Brothers, Joyce (1927–2013), US-amerikanische Psychologin, Fernsehmoderatorin und KolumnistinJoyce Brothers (1927–2013)

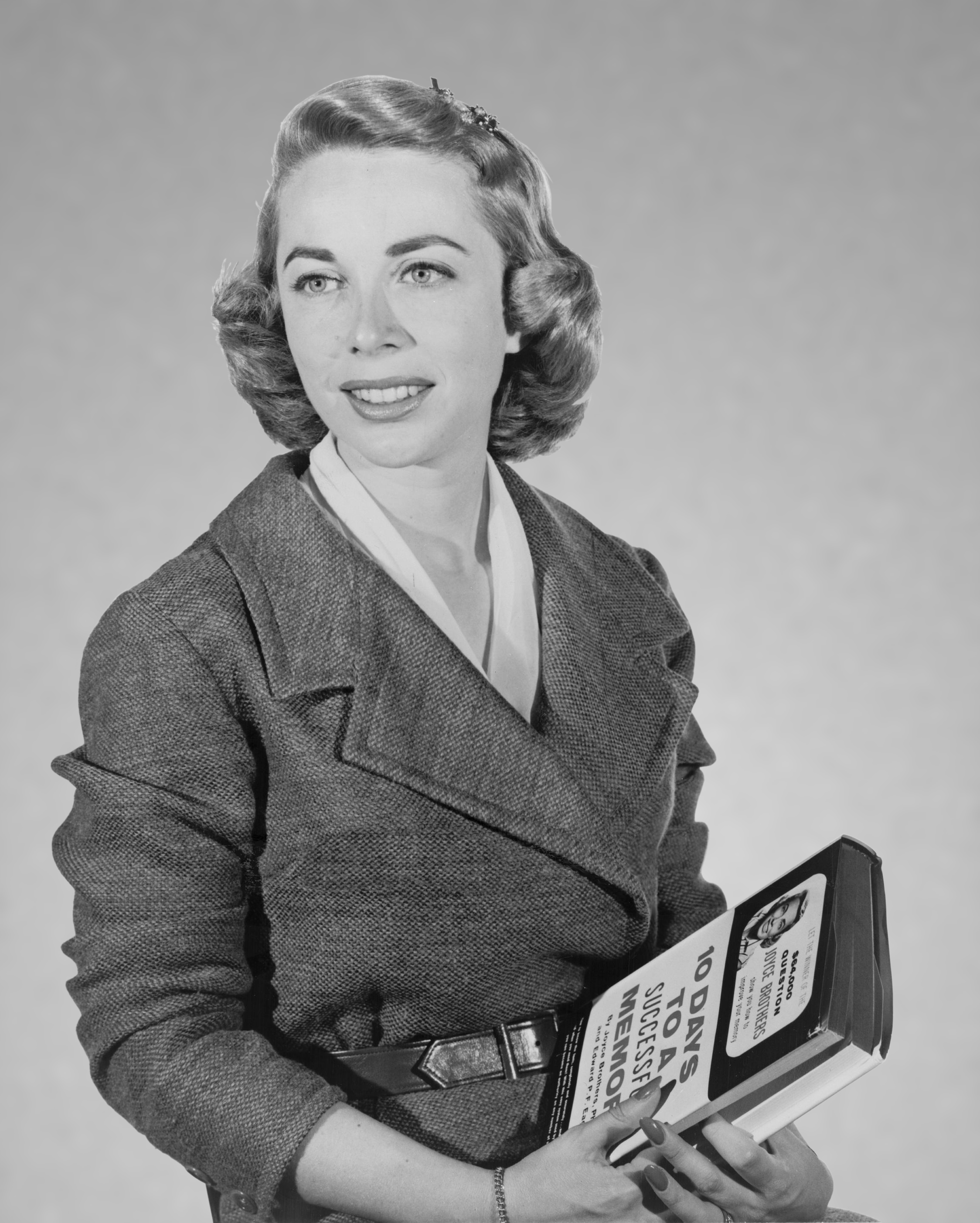
Joyce Brothers (1927–2013)

- Brothers, Nigel (* 1950), australischer Naturwissenschaftler, Sachbuchautor, Fotograf, Umweltschützer
- Brothers, Richard (1757–1824), Marineoffizier, Begründer des Anglo-Israelismus
- Brothers, Tony (* 1964), US-amerikanischer Basketballschiedsrichter
- Brotherson, Moetai (* 1969), Politiker und Schriftsteller in Französisch-PolynesienMoetai Brotherson (* 1969)

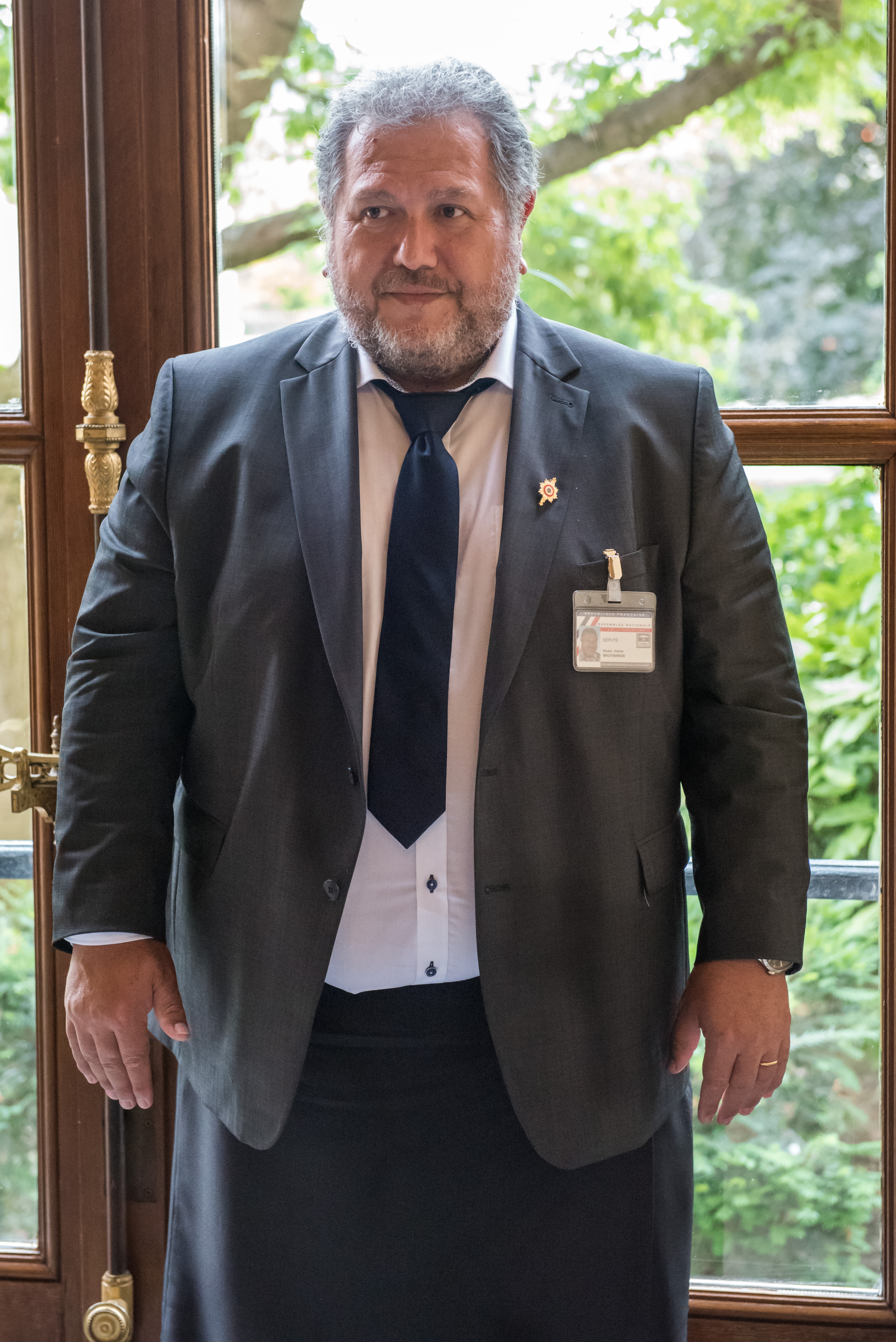
Moetai Brotherson (* 1969)

- Brotherston, Noel (1956–1995), nordirischer Fußballspieler
- Brotherton, Margaret, Duchess of Norfolk († 1399), englische Magnatin
- Brotherton, Peter (* 1931), englischer Radrennfahrer
- Brotherton, Thomas of, 1. Earl of Norfolk (* 1300), englischer Adliger, Mitglied des Hauses Plantagenet
- Brotherus, Elina (* 1972), finnische Fotografin und Videokünstlerin
- Brothwell, Don (1933–2016), britischer Archäozoologe

### Brotl
- Brötli, Johannes († 1528), Reformierter Pfarrer und Person der Schweizer Täuferbewegung

### Brotm
- Brotman, Jeffrey (1942–2017), US-amerikanischer Unternehmer

### Broto
- Brotons i Soler, Salvador (* 1959), katalanischer Dirigent, Flötist und Komponist
- Brotóns Tena, Ernesto Jesús (* 1968), spanischer Geistlicher, römisch-katholischer Bischof von Plasencia

### Brots
- Brotschi, Peter (* 1957), Schweizer Journalist, Buchautor und Politiker (CVP)

### Brott
- Brott, Alexander (1915–2005), kanadischer Komponist, Dirigent, Violinist und Musikpädagoge
- Brott, Boris (1944–2022), kanadischer Dirigent
- Brott, Denis (* 1950), kanadischer Cellist und Hochschullehrer
- Brott, Lotte (1922–1998), kanadische Cellistin und Musikmanagerin
- Brottes, François (* 1956), französischer Politiker, Mitglied der Nationalversammlung
- Brottier, Daniel (1876–1936), französischer Spiritaner
- Brotto, Juan (1939–2009), argentinischer Radrennfahrer

### Brotu
- Brotuff, Ernst (* 1497), deutscher Jurist und Historiker

### Brotz
- Brötz, Jürgen (* 1963), deutscher Soldat
- Brotz, Philipp (* 1982), deutscher Gymnasiallehrer und Schriftsteller
- Brotz, Sandro (* 1969), Schweizer Journalist und Moderator
- Brotze, Johann Christoph (1742–1823), deutscher Pädagoge und Ethnograph
- Brotzen, Fritz (1902–1968), deutsch-schwedischer Geologe und Paläontologe
- Brotzman, Donald G. (1922–2004), US-amerikanischer Politiker
- Brötzmann, Caspar (* 1962), deutscher Gitarrist
- Brotzmann, Karl (1927–2020), deutscher Ingenieur und Forscher
- Brötzmann, Peter (1941–2023), deutscher JazzmusikerPeter Brötzmann (1941–2023)

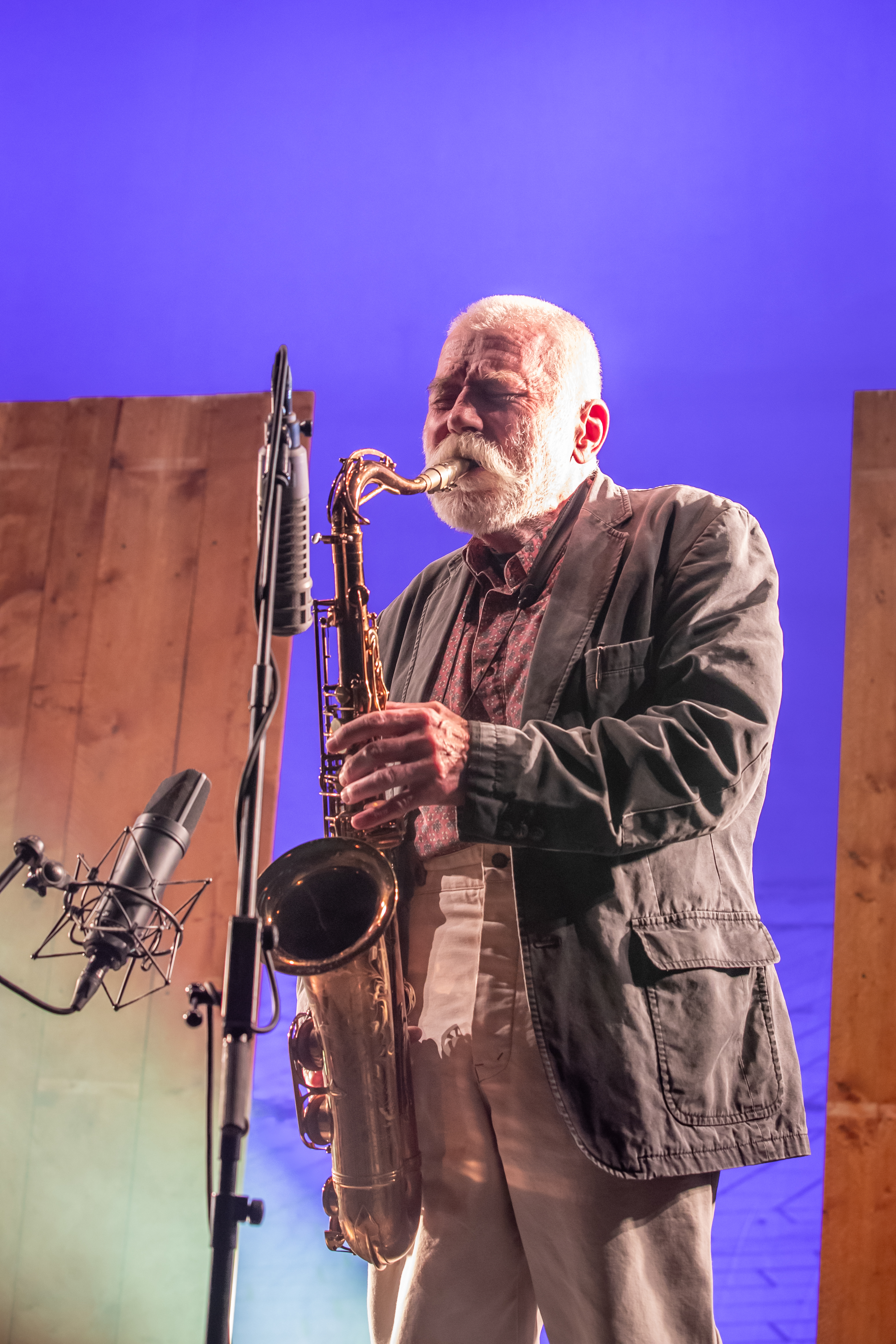
Peter Brötzmann (1941–2023)

- Brötzner, Bartholomäus (1928–2015), österreichischer Ringer
- Brötzner, Bartholomäus (* 1957), österreichischer Ringer
- Brotzu, Giuseppe (1895–1976), sardischer Mediziner und Politiker